# Matthew McConaughey
Matthew McConaughey (/ˈmæθju məˈkɑnəheɪ/) est un acteur, réalisateur, scénariste et producteur de cinéma américain né le 4 novembre 1969 à Uvalde, au Texas, aux États-Unis.
Révélé par Génération rebelle en 1993, il est considéré dans les années 1990 comme un jeune espoir du cinéma américain et tourne avec des réalisateurs comme Steven Spielberg (Amistad), Robert Zemeckis (Contact) et Ron Howard (En direct sur Ed TV).
À partir des années 2010, il se détourne des comédies romantiques en s'orientant vers des films plus sombres ; il reçoit de nombreuses critiques positives pour ses performances dans Bernie, Magic Mike, Killer Joe, ou encore Mud : Sur les rives du Mississippi. Depuis 2011, le terme de « McConnaissance, » est utilisé pour désigner l'évolution de l'acteur.
Il est l'un des deux acteurs principaux de la série True Detective, qui obtient un accueil record, sa performance lui valant d’être sélectionné pour l'Emmy Award du meilleur acteur.
En 2014, il remporte l'Oscar du meilleur acteur pour son interprétation dans le film dramatique Dallas Buyers Club et est à l'affiche du film Interstellar de Christopher Nolan.

## Biographie

### Jeunesse et formation
Matthew David McConaughey est né le 4 novembre 1969 au Texas, dans la petite ville d'Uvalde. Il a des racines écossaises, anglaises, irlandaises, suédoises, et allemandes. Il est le benjamin d'une fratrie de trois frères. Son père, James, qui était le propriétaire d'une station-service, fut aussi footballeur. Sa mère, Mary, était enseignante en école maternelle.
McConaughey sort diplômé du lycée en 1988. Il fait ensuite un voyage d'études d’un an en Australie, avant de retourner au Texas où il s'inscrit en droit à l'université du Texas à Austin. Intéressé par le cinéma, il change de cursus et pense devenir réalisateur. Toutefois, c'est en tant qu'acteur qu'il est repéré. Il reste encore aujourd'hui un grand fan  des Longhorns du Texas.

### Vie privée

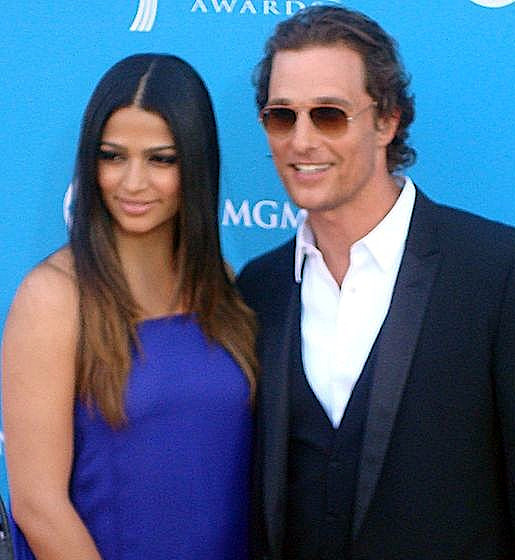
Avec sa compagne Camila Alves, en 2010.

McConaughey a rencontré Camila Alves en 2006. Le couple s'est marié le 9 juin 2012 à Austin, au Texas.
Ensemble, ils ont eu trois enfants : Levi Alves McConaughey, né en 2008, Vida Alves McConaughey, née en 2010 et Livingstone Alves McConaughey, né en 2012.

## Carrière

### Débuts d'acteur (années 1990)
En 1993, Matthew McConaughey fait la rencontre de l'agent de casting Don Phillips, qui l'engage aussitôt pour jouer dans le film de Richard Linklater : Génération rebelle, comédie dramatique qui sera considérée plus tard comme un film culte et qui va alors le révéler, ainsi que des acteurs comme Ben Affleck ou Milla Jovovich.
Grâce à Génération rebelle sa carrière démarre très vite et après avoir obtenu le rôle principal de Lone Star de John Sayles, il endosse en 1996 le rôle d'un avocat dans Le Droit de tuer ? avec Samuel L. Jackson et Sandra Bullock.
Steven Spielberg fait ensuite appel à lui pour son film sur l'abolition de l'esclavage, Amistad. La même année, il donne la réplique à Jodie Foster dans Contact, film de science-fiction de Robert Zemeckis adapté d'un roman de Carl Sagan. Il tient ensuite le premier rôle de En direct sur Ed TV, un film satirique sur la célébrité et la téléréalité réalisé par Ron Howard, face à Woody Harrelson et Dennis Hopper.
En 2000, il tient le premier rôle du film de guerre U-571, réalisé par Jonathan Mostow et dans lequel il a pour partenaires Bill Paxton ainsi qu'Harvey Keitel.
Après ces débuts éclectiques, il va cependant enchaîner les projets misant sur son physique de séducteur.

### Déclin critique (années 2000)

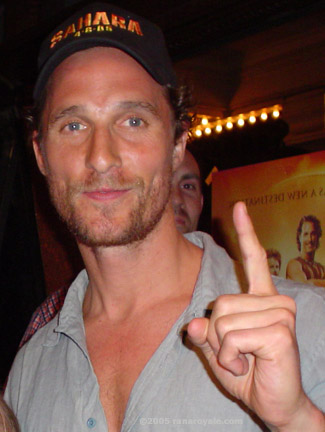
L'acteur à la première de Sahara, au Texas, en mars 2005.

Durant les années 2000, il connaît plusieurs échecs commerciaux et tourne principalement dans des comédies romantiques.
En 2001, il partage l'affiche de la comédie populaire Un mariage trop parfait avec Jennifer Lopez tandis que le drame indépendant Thirteen Conversations About One Thing passe inaperçu. De même pour le thriller psychologique Emprise, mis en scène par son ami Bill Paxton.
L'année suivante, le film d'action post-apocalyptique Le Règne du feu, où il est secondé par une valeur montante, Christian Bale connaît un succès commercial modeste.
En 2003, il rebondit avec une nouvelle comédie romantique, Comment se faire larguer en dix leçons, où il côtoie une spécialiste du genre, Kate Hudson. Parallèlement, il joue dans la romance indépendante Tiny Tiptoes avec Kate Beckinsale.
En 2005, il enchaîne deux flops critiques. Il joue avec Penélope Cruz dans le film d'aventures Sahara (qu'il produit également), ainsi que dans le thriller sportif Two for the Money réalisé par D. J. Caruso, qui lui permet d'avoir pour partenaire Al Pacino.
L'année suivante, la comédie romantique Playboy à saisir avec Sarah Jessica Parker est un succès. Il porte également le biopic We Are Marshall de McG, mais c'est un échec.
Il tourne ensuite une comédie à petit budget Surfer, Dude de S.R. Bindler, puis retrouve Kate Hudson dans le film L'Amour de l'or réalisé par Andy Tennant.
L'année 2008, il surprend en incarnant un loser dans la satire Tonnerre sous les tropiques, écrite et réalisée par Ben Stiller. Il tourne également dans la romance fantastique Hanté par ses ex, face à Jennifer Garner.
C'est en 2011 que sa carrière connait un nouvel élan.

### Renaissance et consécration (2011-2014)

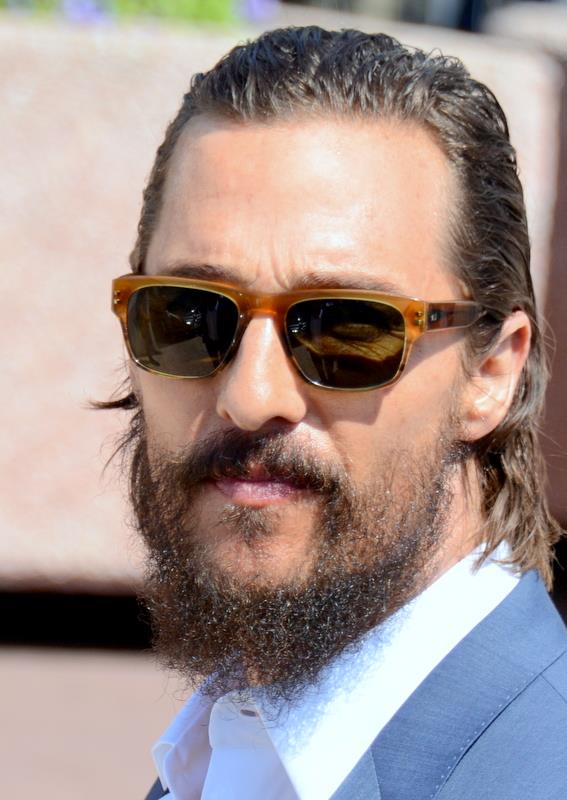
L'acteur au Festival de Cannes 2015 pour la présentation de Nos souvenirs.

En 2011, Matthew McConaughey tient le rôle principal d'un avocat désabusé qui décide de reprendre sa carrière en main dans une affaire de meurtre dans le film indépendant La Défense Lincoln. Parallèlement, il retrouve le réalisateur Richard Linklater et l'acteur Jack Black pour la comédie policière Bernie. Sa performance dans le premier film lui vaut le prix du meilleur acteur dans un second rôle à la National Society of Film Critics Awards. Sa carrière connaît alors un second souffle et il collabore de nouveau avec des cinéastes d'envergure.
L'année suivante, il tient le premier rôle de la comédie noire Killer Joe, de William Friedkin, puis s'amuse de sa plastique dans le film indépendant à succès Magic Mike, mis en scène par Steven Soderbergh.
Il impressionne aussi dans un registre dramatique en incarnant un personnage solitaire dans le drame indépendant Mud : Sur les rives du Mississippi, de Jeff Nichols. Enfin, il joue dans le film policier Paperboy, réalisée par Lee Daniels. Autre projet remarqué par la critique.
En 2013, l'acteur confirme son ascension. Il perd environ vingt kilos pour incarner Ron Woodroof, un cow-boy texan séropositif, dans le film Dallas Buyers Club réalisé par Jean-Marc Vallée. Grâce à ce film, il remporte plusieurs prix dont celui du meilleur acteur lors du 8e Festival international du film de Rome, le Golden Globe du meilleur acteur dans un film dramatique ainsi que l'Oscar du meilleur acteur.
Il se fait par ailleurs remarquer en interprétant un trader déjanté et mentor du personnage incarné par Leonardo DiCaprio dans Le Loup de Wall Street de Martin Scorsese.
En 2014, il incarne Rust Cohle dans la première saison de l'acclamée série policière True Detective aux côtés de son ami Woody Harrelson, et diffusée sur la chaîne télévisée HBO aux États-Unis. Puis, il tient le rôle principal du blockbuster de science-fiction réalisé par Christopher Nolan, Interstellar. Il y est entouré de Jessica Chastain, Anne Hathaway et Michael Caine.
La même année, le magazine Time le classe dans sa liste des cent personnalités les plus influentes du monde.

### Depuis 2015

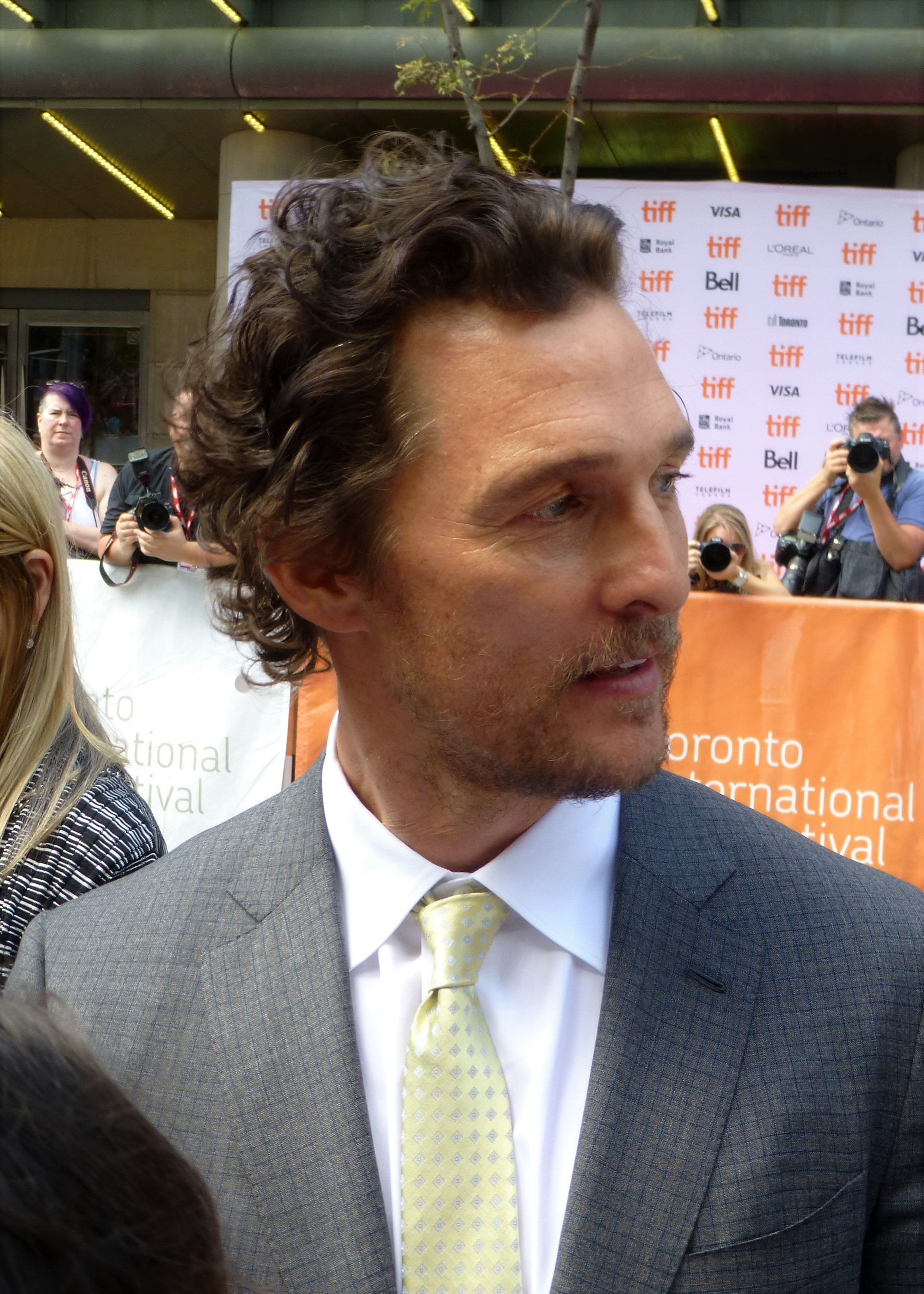
L'acteur au TIFF 2016, pour la présentation du film d'animation Tous en scène.

En 2015, le film indépendant Nos souvenirs réalisé par Gus Van Sant, dans lequel Matthew McConaughey tourne avec Naomi Watts, est un échec. Quant au drame historique Free State of Jones, réalisé par Gary Ross, il fait peu d'entrées à sa sortie au cinéma.
En 2017, le thriller à petit budget Gold, réalisé par le scénariste Stephen Gaghan, divise la critique. L'acteur se lance dans le cinéma de fantasy, avec le film de science-fiction La Tour sombre, qui l'oppose à Idris Elba. Cependant, le film reçoit un accueil critique défavorable.
En 2018, le film indépendant Undercover : Une histoire vraie de Yann Demange passe inaperçu, tandis que le thriller Serenity, réalisé par le scénariste Steven Knight, face à Anne Hathaway, est finalement diffusé sur Netflix après l'échec critique et public américain.
Il retrouve ensuite Zac Efron dans la comédie dramatique The Beach Bum, écrite et réalisée par Harmony Korine.
En 2019, McConaughey incarne Mickey Pearson, un baron de la drogue dans le film policier de Guy Ritchie, The Gentlemen. Le film est bien reçu par la critique et remporte un succès commercial.
Selon la chaine de télévision CNN à l’époque, il envisagea d'obtenir l'investiture du parti démocrate pour l’élection de gouverneur de l'état du Texas qui se déroulait en 2022. Il annonça finalement sur Twitter vouloir se retirer de la scène politique « pour le moment ».
En 2025, il retourne au cinéma en jouant dans deux films. Le premier est un thriller indépendant intitulé The Rivals of Amziah King d'Andrew Patterson où il donne la réplique à l'actrice débutante Angela LookingGlass mais également Kurt Russell, Rob Morgan, Tony Revolori ou encore Cole Sprouse ; tandis que le second est un film d'aventures tiré d'une histoire vraie intitulé The Lost Bus réalisé par Paul Greengrass.

## Filmographie

### Cinéma

#### Acteur

##### Années 1990
- 1993 : My Boyfriend's Back de Bob Balaban : le deuxième type
- 1993 : Génération rebelle (Dazed and Confused) de Richard Linklater : David Wooderson
- 1994 : Une équipe aux anges (Angels in the Outfield) de William Dear : Ben Williams
- 1994 : Massacre à la tronçonneuse : La Nouvelle Génération (The Return of the Texas Chainsaw Massacre) de Kim Henkel : Vilmer
- 1995 : Avec ou sans hommes (Boys on the Side) de Herbert Ross : Abe Lincoln, officier de police de Tucson
- 1995 : Submission (court métrage)
- 1995 : Judgement (court métrage)
- 1996 : Lone Star de John Sayles : Buddy Deeds
- 1996 : Le Droit de tuer ? (A Time to Kill) de Joel Schumacher : Jake Tyler Brigance
- 1996 : Un éléphant sur les bras (Larger Than Life) de Howard Franklin : Tip Tucker
- 1996 : Une virée d'enfer (Glory Daze) de Rich Wilkes : le type de la location de camions
- 1997 : Scorpion Spring (en) de Brian Cox : El Rojo
- 1997 : Contact de Robert Zemeckis : Palmer Joss
- 1997 : Amistad de Steven Spielberg : Roger S. Baldwin
- 1998 : Le Gang des Newton de Richard Linklater : Willis Newton
- 1998 : The Rebel (court métrage)
- 1998 : Making Sandwiches (court métrage)
- 1998 : Welcome to Hollywood d'Adam Rifkin et Tony Markes : lui-même
- 1999 : En direct sur Ed TV (Edtv) de Ron Howard : Ed « Eddie » Pekurny

##### Années 2000
- 2000 : U-571 de Jonathan Mostow : le lieutenant Andrew Tyler
- 2001 : Un mariage trop parfait (The Wedding Planner) de Adam Shankman : Steve Edison
- 2001 : Thirteen Conversations About One Thing de Jill Sprecher : Troy
- 2001 : Emprise (Frailty) de Bill Paxton : Fenton Meiks
- 2002 : Le Règne du feu (Reign of Fire) de Rob Bowman : Denton Van Zan
- 2003 : Comment se faire larguer en 10 leçons (How to Lose a Guy in 10 Days) de Donald Petrie : Benjamin « Ben » Barry
- 2003 : Tiny Tiptoes (Tiptoes) de Matthew Bright : Steven Bedalia
- 2004 : Paparazzi : Objectif chasse à l'homme (Paparazzi) de Paul Abascal : lui-même
- 2005 : Sahara de Breck Eisner : Dirk Pitt
- 2005 : Two for the Money de D. J. Caruso : Brandon Lang / John Anthony
- 2006 : Playboy à saisir (Failure to Lunch) de Tom Dey : Tripp
- 2006 : We Are Marshall de McG : Jack Lengyel
- 2007 : Surfer, Dude de S.R. Bindler : Steve Addington
- 2008 : L'Amour de l'or (Fool's Gold) de Andy Tennant : Benjamin Finnegan
- 2008 : Tonnerre sous les tropiques (Tropic Thunder) de Ben Stiller : Rick Pine
- 2009 : Hanté par ses ex (Ghosts of Girlfriends Past) de Mark Waters : Connor Mead

##### Années 2010
- 2011 : La Défense Lincoln (The Lincoln Lawyer) de Brad Furman : Mickey Haller
- 2012 : Bernie de Richard Linklater : Danny Buck Davidson
- 2012 : Magic Mike de Steven Soderbergh : Dallas
- 2012 : Killer Joe de William Friedkin : « Killer » Joe Cooper
- 2012 : Paperboy (The Paperboy) de Lee Daniels : Ward Jansen
- 2013 : Mud : Sur les rives du Mississippi (Mud) de Jeff Nichols : « Mud »
- 2013 : Le Loup de Wall Street (The Wolf of Wall Street) de Martin Scorsese : Mark Hanna
- 2013 : Dallas Buyers Club de Jean-Marc Vallée : Ron Woodroof
- 2014 : Interstellar de Christopher Nolan : Joseph Cooper
- 2016 : Nos souvenirs (Sea of Trees) de Gus Van Sant : Arthur Brennan
- 2016 : Free State of Jones de Gary Ross : Newton Knight
- 2016 : Kubo et l'Armure magique de Travis Knight : Scarabée/Hanzo (voix)
- 2016 : Tous en scène (Sing) de Garth Jennings : Buster Moon (voix)
- 2017 : Gold de Stephen Gaghan : Kenny Wells
- 2017 : La Tour sombre (The Dark Tower) de Nikolaj Arcel : Walter Padick / L'homme en noir
- 2018 : Undercover : Une histoire vraie (White Boy Rick) de Yann Demange : Richard Wershe Sr.
- 2019 : Serenity de Steven Knight : Baker Dill
- 2019 : The Beach Bum d'Harmony Korine : Moondog

##### Années 2020
- 2020 : The Gentlemen de Guy Ritchie : Mickey Pearson
- 2022 : Tous en scène 2 (Sing 2) de Garth Jennings : Buster Moon (voix)
- 2024 : Deadpool et Wolverine (Deadpool and Wolverine) de Shawn Levy : Cowboy Deadpool

Prochainement
- 2025 : The Lost Bus de Paul Greengrass : Kevin McCay
- N/A : The Rivals of Amziah King d'Andrew Patterson : Amziah King

#### Séries télévisées
- 1993 : Les Enquêtes extraordinaires (Unsolved Mysteries) : Larry Dicken
- 1999 : Les Rois du Texas (King of the Hill) : Rad Thibodeaux (voix)
- 2000 : Sex and the City : Lui-même
- 2003 : Freedom: A History of Us : Andrew Jackson / Mark Twain / John Swinton / Charles Fenno Hoffman / Captain W.W. Wood / Alexander Stephens
- 2010 : Kenny Powers : Texas Scout
- 2014 : True Detective : Rust Cohle

#### Réalisateur
- 1992 : Chicano Chariots (court métrage)
- 1998 : The Rebel (court métrage)

#### Scénariste
- 1998 : The Rebel (court métrage)

#### Producteur
- 2005 : Sahara
- 2018 : True Detective (saison 3)
- 2024 : True Detective (saison 4)

## Distinctions

### Récompenses
- Lone Star Film and Television Awards 1997 : révélation masculine de l'année
- MTV Movie Awards 1998 : meilleur espoir pour Le Droit de tuer ?
- Florida Film Critics Circle Awards 1998 : meilleure distribution pour Thirteen Conversations About One Thing
- People's Choice Awards 2006 : acteur préféré de films d'action
- Austin Film Critics Association Awards 2012 : Special Honorary Award pour Bernie, Killer Joe, Magic Mike et Paperboy
- Central Ohio Film Critics Association Awards 2012 : acteur de l'année pour Bernie, Killer Joe, Magic Mike et Paperboy
- National Society of Film Critics Awards 2012 : meilleur acteur dans un second rôle pour Magic Mike et Bernie
- New York Film Critics Circle Awards 2012 : meilleur acteur dans un second rôle pour Magic Mike et Bernie
- Village Voice Film Poll 2012 : meilleur acteur dans un second rôle pour Magic Mike
- Festival international du film de Rome 2013 : Prix du meilleur acteur pour Dallas Buyers Club
- Dallas-Fort Worth Film Critics Association Awards 2013 : meilleur acteur pour Dallas Buyers Club
- Detroit Film Critics Society Awards 2013 : meilleur acteur pour Dallas Buyers Club
- EDA Awards 2013 : meilleur acteur pour Dallas Buyers Club
- Gotham Awards 2013 : meilleur acteur pour Dallas Buyers Club
- Independent Spirit Awards 2013 : meilleur acteur dans un second rôle pour Magic Mike
- Nevada Film Critics Society Awards 2013 : meilleur acteur pour Dallas Buyers Club
- Phoenix Film Critics Society Awards 2013 : meilleur acteur pour Dallas Buyers Club
- Festival international du film de Palm Springs 2014 : Desert Palm Achievement Award pour Dallas Buyers Club (ex æquo avec Sandra Bullock)
- Critics' Choice Movie Awards 2014 : meilleur acteur pour Dallas Buyers Club
- Golden Globes 2014 : meilleur acteur dans un film dramatique pour Dallas Buyers Club
- Satellite Awards 2014 : meilleur acteur pour Dallas Buyers Club
- Screen Actors Guild Awards 2014 : meilleur acteur pour Dallas Buyers Club
- Independent Spirit Awards 2014 : meilleur acteur pour Dallas Buyers Club
- Oscars du cinéma 2014 : meilleur acteur pour Dallas Buyers Club
- Critics' Choice Television Awards 2014 : meilleur acteur dans une série dramatique pour True Detective

### Nominations
- 1997 : Chicago Film Critics Association Award du meilleur espoir pour Le Droit de tuer ?(1996)
- 1998 : Blockbuster Entertainment Award du meilleur acteur dans un film dramatique pour Contact
- 2001 : Blockbuster Entertainment Award du meilleur acteur dans un film d'action pour U-571 (2000)
- 2012 : Gotham Awards de la meilleure distribution pour Bernie partagé avec Jack Black et Shirley MacLaine
- 2013 : San Diego Film Critics Society Award du meilleur acteur dans un second rôle pour Killer Joe
- 2013 : Critics' Choice Movie Award du meilleur acteur dans un second rôle pour Magic Mike (2012)
- 2013 : Detroit Film Critics Society Award du meilleur acteur dans un second rôle pour Magic Mike
- 2013 : Houston Film Critics Society Award du meilleur acteur dans un second rôle pour Magic Mike
- 2013 : Chlotrudis Award : meilleur acteur dans un second rôle pour Bernie
- Independent Spirit Awards 2013 : meilleur acteur pour Killer Joe
- Screen Actors Guild Awards 2014 : meilleure distribution pour Dallas Buyers Club partagé avec Jennifer Garner, Jared Leto, Denis O'Hare, Dallas Roberts et Steve Zahn
- 2015 : Golden Globe du meilleur acteur dans une mini-série ou un téléfilm pour True Detective

## Voix francophones
En France, Bruno Choël est la voix française régulière de Matthew McConaughey depuis le milieu des années 1990. Il est également doublé de manière occasionnelle par Axel Kiener dans Comment se faire larguer en 10 leçons, Playboy à saisir, Tonnerre sous les tropiques, Dallas Buyers Club et The Gentlemen ainsi que par Emmanuel Curtil dans Un éléphant sur les bras, Le Gang des Newton, Magic Mike et Undercover : Une histoire vraie.
À titre exceptionnel, il a été doublé par Stéfan Godin dans Génération rebelle, Paolo Domingo dans Une équipe aux anges, Gabriel Le Doze dans Lone Star, Éric Aubrahn dans Sex and the City, Luc Boulad dans Un mariage trop parfait, Serge Faliu dans Avec ou sans hommes, Jean-Philippe Puymartin dans Emprise, Joël Zaffarano dans Le Règne du feu, Adrien Antoine dans Two for the Money, Guillaume Lebon dans We Are Marshall et par Franck Dacquin dans Mud : Sur les rives du Mississippi. Pour le personnage de Buster Moon dans les films d'animation Tous en scène 1 et 2, dont il assure la voix, Matthew McConaughey est doublé successivement par Patrick Bruel pour le premier puis par Damien Ferrette pour le second.
Au Québec, il est principalement doublé par Daniel Picard. Alain Zouvi est sa voix dans Pas besoin des hommes et Plus grand que nature, tandis que Pierre Auger le double dans Le Règne du feu.
Versions françaises
- Bruno Choël dans Le Droit de tuer ?, Contact, Amistad, La Défense Lincoln, Paperboy, Killer Joe, Le Loup de Wall Street, True Detective, Interstellar[14], etc.

Versions québécoises
- Daniel Picard dans U-571, Frele, Tonnerre sous les tropiques, La Défense Lincoln, Magic Mike, Le Loup de Wall Street, Dallas Buyers Club, Or, Les Gentlemen[16] , etc.